# LEAF Awards
L'ABB LEAF Awards è un premio internazionale di architettura con cadenza annuale. Il premio riconosce il progetto architettonico più innovativo che definisce il punto di riferimento per la comunità internazionale di architettura della prossima generazione.
Il programma dei LEAF Awards è gestito dal Leading European Architects Forum (LEAF), fondata nel 2001. LEAF riunisce importanti architetti e designer internazionali che operano in Europa e oltre per condividere conoscenze, creare reti e sviluppare nuove partnership.
L'ingresso è aperto a tutti gli architetti di tutto il mondo e gli edifici situati in qualsiasi parte del mondo.